# Gustav Raab (Märtyrer)
Gustav Raab (* 21. Oktober 1905 in Neuwerk (Mönchengladbach); † 2. Februar 1943 in Stalingrad) war ein deutscher römisch-katholischer Geistlicher und Märtyrer.

## Leben
Gustav Raab wuchs als Sohn eines Schulrektors in Mönchengladbach auf. Er studierte Katholische Theologie in Bonn, Freiburg im Breisgau und Bensberg und wurde am 24. Februar 1933 in Aachen zum Priester geweiht. Dann war er Kaplan an St. Sebastian in Würselen und ab 1937 an St. Remigius in Viersen.
Ab Juni 1940 gehörte er zur Wehrmacht, zuerst als Sanitäter, ab Januar 1941 als Kriegspfarrer in der 14. Panzerdivision. Wegen Verlesens des Möldersbriefes bekam er 1942 sechs Wochen Stubenarrest. Er wurde mit der 6. Armee in Stalingrad eingeschlossen und schrieb am 3. November 1942 an den Viersener Kirchenchor: „Die Männer alle, die sich immer wieder einem Stück von dieser verfluchten Erde anvertrauen müssen, diese alle – ohne Ausnahme – haben jetzt zu schreien gelernt: Kyrie eleison“. „Wir sind alle totgeweiht“. Der Brief fand weite Verbreitung und wurde auch von Kanzeln verlesen, wogegen die Gestapo „mit allen zu Gebote stehenden Mitteln“ einzugreifen befahl. Raab wurde am 2. Februar 1943 von der Sowjetarmee gefangen genommen und als Priester durch Genickschuss getötet. Der Linzer Arzt Hans Dibold (1904–1991), Autor des Buches Arzt in Stalingrad (Salzburg 1949), war Zeuge.

## Gedenken
Die Römisch-katholische Kirche in Deutschland hat Gustav Raab als Märtyrer aus der Zeit des Nationalsozialismus in das deutsche Martyrologium des 20. Jahrhunderts aufgenommen.